# Fireflies in the Garden
Pour plus de détails, voir Fiche technique et Distribution.
Fireflies in the Garden ou Des lucioles dans le jardin au Québec est un film américain écrit et réalisé par Dennis Lee, sorti en 2008.

## Synopsis
Michael Taylor, auteur de best seller, revient dans sa famille pour la remise de diplôme de sa mère. Sa sœur vient le chercher à l'aéroport. Pendant ce temps, ses parents prennent uneautre chemin et ont un accident en évitant sur la route le fils de Jane, la tante de Michael. 
La mère de Michael est tuée sur le coup. Il doit faire face au deuil et sa relation conflictuelle avec son père. Il retrouve également Jane, sa tante à peine plus âgée que lui, avec qui il a grandi pendant son adolescence.

## Fiche technique
Sauf indication contraire, les informations mentionnées dans cette section peuvent être confirmées par la base de données cinématographiques IMDb,  présente dans la section « Liens externes ».
- Titre original : Fireflies in the Garden
- Titre québécois : Des lucioles dans le jardin
- Réalisation : Dennis Lee
- Scénario : Dennis Lee, Robert Frost (poème)
- Direction artistique : Timmy Hills
- Décors : Robert Pearson
- Costumes : Kelle Kutsugeras
- Photographie : Daniel Moder
- Montage : Dede Allen et Robert Brakey
- Musique : Jane Antonia Cornish
- Casting : Ferne Cassel
- Production : Sukee Chew, Vanessa Coifman, Philip Rose et Marco Weber ; Jere Hausfater et Milton Liu (exécutif)
- Sociétés de production : Kulture Machine et Senator Entertainment Co
- Sociétés de distribution :  Senator Entertainment Co (cinéma), Sony Pictures Home Entertainment (DVD) ;  Alliance Films (DVD)
- Budget : 8 millions de dollars américains[3]
- Pays d'origine :  États-Unis
- Langue originale : anglais
- Format : couleur - 35 mm - 2,35:1 - son Dolby Digital
- Genre : drame
- Durée : 98 minutes
- Dates de sortie[4] :
  - Allemagne : 10 février 2008 (Festival international du film de Berlin)
  - Royaume-Uni : 29 mai 2009
  - États-Unis / Canada : 14 octobre 2011
  - France : indéterminé

## Distribution
- Ryan Reynolds (VQ : François Godin) : Michael Taylor
- Willem Dafoe (VQ : Sylvain Hétu) : Charles Taylor
- Emily Watson (VQ : Lisette Dufour) : Jane Lawrence
- Julia Roberts (VQ : Marie-Andrée Corneille) : Lisa Taylor
- Carrie-Anne Moss (VQ : Catherine Hamann) : Kelly Hanson
- Shannon Lucio (VQ : Kim Jalabert) : Ryne Taylor
- Hayden Panettiere (VQ : Stéfanie Dolan) : Jane Lawrence, jeune
- Cayden Boyd (VQ : Samuel Jacques) : Michael Taylor, jeune
- George Newbern (VQ : Antoine Durand) : Jimmy
- Ioan Gruffudd (VQ : Gilbert Lachance) : Addison
- Chase Ellison (VQ : Alexis Plante) : Christopher
- Brooklynn Proulx (VQ : Gabrielle Thouin) : Leslie

 Source et légende : version québécoise (VQ) sur Doublage.qc.ca

## Distinctions

### Nominations
Le film a obtenu 7 nominations lors du festival international du film de Berlin qui s'est déroulé du 7 au 17 février 2008.
- 58e édition de la Berlinale
  - Ours d'argent du meilleur acteur
  - Ours d'or du meilleur film pour Dennis Lee
  - Ours d'argent du meilleur réalisateur pour Dennis Lee
  - Ours d'argent grand prix du jury pour Dennis Lee
  - Ours d'argent de la meilleure contribution artistique pour Dennis Lee
  - Prix Alfred-Bauer
  - Ours d'argent du meilleur scénario pour Dennis Lee

## Production

### Tournage
Le film a été tourné à partir du 3 avril 2007 à Austin ainsi que dans l'université du Texas, à Bastrop et à Smithville, au Texas. L'histoire de la maison Hasler à Bastrop a été utilisée de manière significative dans le film.

## Accueil

### Box-office
- 3 393 161 de dollars américains[7]

### Réception critique
Le film a reçu des critiques négatives. Il détient une cote de 20 % sur Rotten Tomatoes : « Bénéficiant d'une excellente distribution, Fireflies in the Garden est juste un mélodrame ennuyeux, terne et prévisible instantanément oubliable ».
Le site Metacritic lui donne la note de 34 sur 100 sur une base de 14 critiques.